# Torpille DTCN L4
La torpille DTCN L4 est une torpille lourde aérienne fabriquée par la direction technique des constructions navales (DTCN) dans les années 1960 pour la marine française. Elle a été remplacée par la torpille DTCN L5.

## Caractéristiques
La L4 est une torpille lourde de 3,03 m de long pour 533 mm de diamètre. D’une masse totale de 540 kg, sa charge militaire comprend 104 kg d’explosif brisant. La L5 d’origine est exclusivement destinée à être larguée depuis des aéronefs ainsi qu’à servir de charge militaire au missile Malafon. Une version utilisable depuis les bâtiments de surface  a vu le jour par la suite.
Une fois dans l’eau, le moteur électrique de la L4 s’allume et la torpille décrit des cercles et recherchant une cible avec son sonar actif. Une fois une cible repérée, elle la poursuit à une vitesse de 30 nœuds (56 km/h) sur une distance maximale de 5,5 km. Une fois la cible rejointe, la mise à feu de l’ogive est assurée soit par la fusée percutante soit par la fusée de proximité acoustique dont elle dotée.

### Données techniques
| Modèle                    | L4 (aéroportée)                             | L4 (surface)                                |
| ------------------------- | ------------------------------------------- | ------------------------------------------- |
| Longueur (m)              | 3,13 avec le parachute (3,03 sans)          | 3,30                                        |
| Diamètre (mm)             | 533                                         | 533                                         |
| Masse (kg)                | 540 kg                                      | 570 kg                                      |
| Masse de l’ogive (kg)     | 104                                         | 104                                         |
| Type d’explosif           | explosif brisant                            | explosif brisant                            |
| Mise à feu                | fusée percutante ou de proximité acoustique | fusée percutante ou de proximité acoustique |
| Motorisation              | moteur électrique                           | moteur électrique                           |
| Carburant                 |                                             |                                             |
| Vitesse                   | 30 nœuds (56 km/h)                          | 30 nœuds (56 km/h)                          |
| Portée (km)               | 5,50                                        | 5,50                                        |
| Profondeur de plongée (m) | 0-300                                       | 0-300                                       |
| Guidage                   | Sonar actif                                 | Sonar actif                                 |